# Джулі Лондон
Гейл Пек (англ. Gayle Peck), відома як Джулі Лондон (англ. Julie London; 26 вересня 1926 — 18 жовтня 2000) — американська джазова співачка, композиторка, авторка-виконавиця та акторка. Пік популярності як співачки припав на й950-ті. Визнана найкращою вокалісткою в 1955, 1956 і 1957 роках за версією видання Billboard. Основною причиною успіху співачки вважають її низький голос — «smoky voice». За свою музичну кар'єру Лондон випустила 32 альбоми. Її акторська кар'єра тривала понад 35 років.

## Біографія

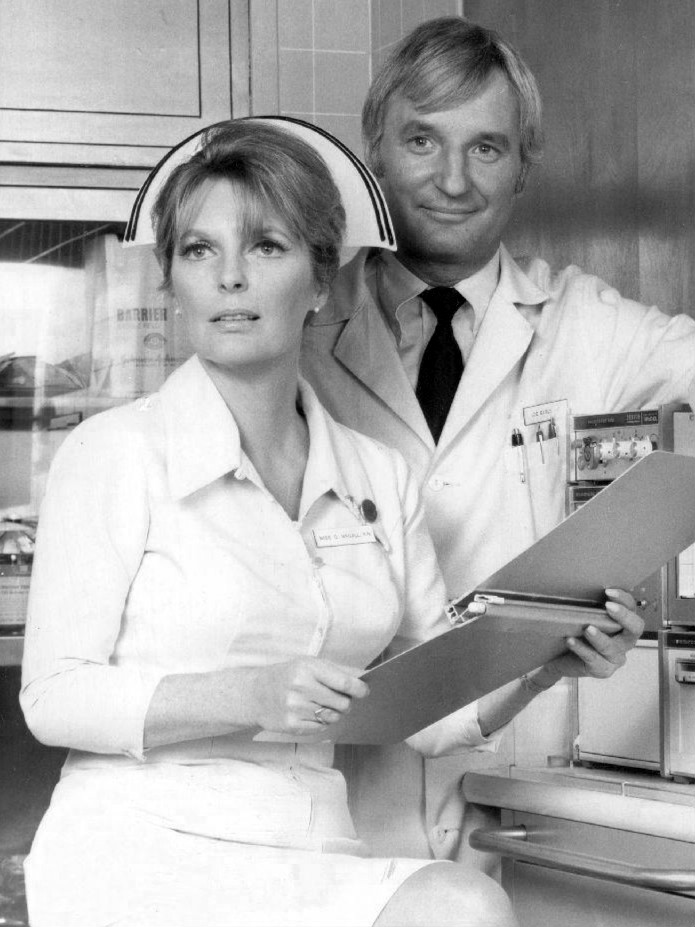
Джулі Лондон і Боббі Труп в 1971 році

Гейл Пек народилася 26 вересня 1926 року в містечку Санта Роза, штат Каліфорнія. У її батьків, Джека і Джозефіни Пек (Jack and Josephine Peck), був свій театр, в якому Джулі співала і грала з ранніх років.
Коли їй було 14 років, родина переїхала до Лос-Анджелеса. Незабаром після цього, в 1945-му, вона закінчила Голлівудську Професійну Школу (Hollywood Professional School). Через кілька років одружилася з актором Джеком Веббом, згодом народила дочок Стейсі (Stacy) у Ліза (Lisa). Стейсі була вбита в результаті ДТП у 1996 році.
Як акторка дебютувала для Лондон в 1944 році, після зйомок у пригодницькому фільмі режисера Сема Ньюфілда (Sam Newfield), 'Nabonga', в якому акторка зіграла одну з провідних ролей. Менш ніж через рік надійшли пропозиції ролей у фільмах On Stage Everybody і Червоний будинок (The Red House).
У 1953 році розлучилася з чоловіком, а через рік познайомилася з популярним джазовим музикантом і композитором в Боббі Трупом (Bobby Troup), який у той час виступав в одному з клубів Лос-Анджелеса. Вони одружилися в 1954 році і прожили разом понад 45 років, до самої його смерті в 1999. У шлюбі народила дочку Келлі (Kelly) і синів-близнюків Джоді і Різа (Jody and Reese). Келлі Труп померла в 2002 році, а в 2010 році помер Джоді.
Хоча ще дитиною Гейл серйозно захоплювалася музикою, особливо співом, лише після успішного початку акторської кар'єри звукозаписні студії помітили талановиту співачку. Перший концерт Джулі Лондон відбувся в 1955 році в клубі «881 Club» в Лос-Анджелесі; а згодом вона випустила 32 повноцінних альбоми зі своїми записами. Отримувала титул «найпопулярнішою жіночої співачки» за версією журналу 'Billboard' в 1955-му, 1956-му і 1957-му роках. У 1957 році співачка з'явилася на обкладинці журналу Life.
Її першою звукозаписною компанією була Bethlehem Records, укласти контракт з якою їй допоміг Боббі Труп. Кілька пісень Лондон потрапили на збірку студії 1955-го року «Bethlehem's Girlfriends». Найбільшої популярності вона домоглася після виходу її синглу «Cry Me a River», текст якого написав її шкільний друг, а музику склав Труп. Диск, реліз якого відбувся в грудні 1955-го року, майже відразу розійшовся мільйонним тиражем лише у США і приніс величезну славу артистці.
Її ролі в кіно також деколи виявлялися «співаючими», так, Лондон виконала свою пісню у фільмі The Girl Can't Help It у 1956 році.
Крім кар'єри у кінофільмах і музичній індустрії, акторка часто брала участь у різних серіалах і телешоу, найвідомішими з яких були «The Big Valley» і «Adam-12». Вона залишалася в хороших стосунках зі своїм першим чоловіком і навіть брала участь у кількох його проєктах, серед яких був телесеріал Emergency! і Adam-'12.
У 1960-х і 1970-х Лондон активно знімалася у фільмах і серіалах, проте в 90-х кар'єра акторки пішла на спад і закінчилася роллю медсестри Діксі МакКол у популярному американському телесеріалі «Критичний стан!» («Emergency!», 1972—1979)
У 1995 році акторка перенесла інсульт, а після смерті чоловіка у 1999 зовсім ослабла.
Джулі Лондон померла 18 жовтня 2000 року, у віці 74 років. Похована поряд із чоловіком на кладовищі Hollywood Hills Cemetery в Лос-Анджелесі.

## Дискографія
- Bethlehem's Girlfriends (1955)
- Julie Is Her Name (1955, U.S. No. 2)
- Lonely Girl (1956, U.S. No. 16)
- Calendar Girl (1956, U.S. No. 18)
- About the Blues (1957, U.S. No. 15)
- Make Love to Me (1957)
- Julie (1958)
- Julie Is Her Name, Volume II (1958)
- London by Night (1958)
- Swing Me an Old Song (1959)
- Your Number Please (1959)
- Julie…At Home (1960)
- Around Midnight (1960)
- Send for Me]] (1961)
- Whatever Julie Wants (1961)
- The Best of Julie (1962)
- Sophisticated Lady (1962)
- Love Letters (1962)
- Love on the Rocks (1962)
- Latin in a Satin Mood (1963)
- Julie's Golden Greats (1963)
- The End of the World (1963, U.S. No. 127)
- The Wonderful World of Julie London (1963, U.S. No. 136)
- Julie London (1964)
- In Person at the Americana (1964)
- Our Fair Lady (1965)
- Feeling Good (1965)
- By Myself (1965, produced exclusively for the Columbia Record Club)
- All Through the Night: Julie London Sings the Choicest of Cole Porter (1965)
- For the Night People (1966)
- Nice Girls Don't Stay for Breakfast (1967)
- With Body & Soul (1967)
- Easy Does It (1968)
- Yummy, Yummy, Yummy (1969)
- The Very Best Of Julie London (1975)
- Time For Love — The Best Of Julie London (1991)
- The Ultimate Collection (2006) [3 CD Box Set]

## Фільмографія
- Nabonga (1944)
- Джені (Janie) (1944) (unbilled)
- Алмазна підкова (Diamond Horseshoe) (1945) (bit part)
- On Stage Everybody (1945)
- Ніч в раю (Night in Paradise) (1946) (bit part)
- Червоний будинок (The Red House) (1947)
- Tap Roots (1948)
- Task Force (1949)
- Return of the Frontiersman (1950)
- Товстун (The Fat Man) (1951)
- The Fighting Chance (1955)
- The Girl Can't Help It (1956)
- Злочин проти Джо (Crime Against Joe) (1956)
- The Great Man (1956)
- Drango (1957)
- Saddle the Wind (1958)
- Голос в дзеркалі (Voice in the Mirror) (1958)
- Людина з заходу (Man of the West) (1958)
- Night of the Quarter Moon (1959)
- Чудова країна (The Wonderful Country)' (1959)
- A Question of Adultery (1959)
- Третій голос (The 3rd Voice) (1960)
- Історія Джорджа Рафта (The George Raft Story) (1961)
- Велика долина / The Big Valley (1968) — Джулія Саксон